# طاقة حرارية جوفية

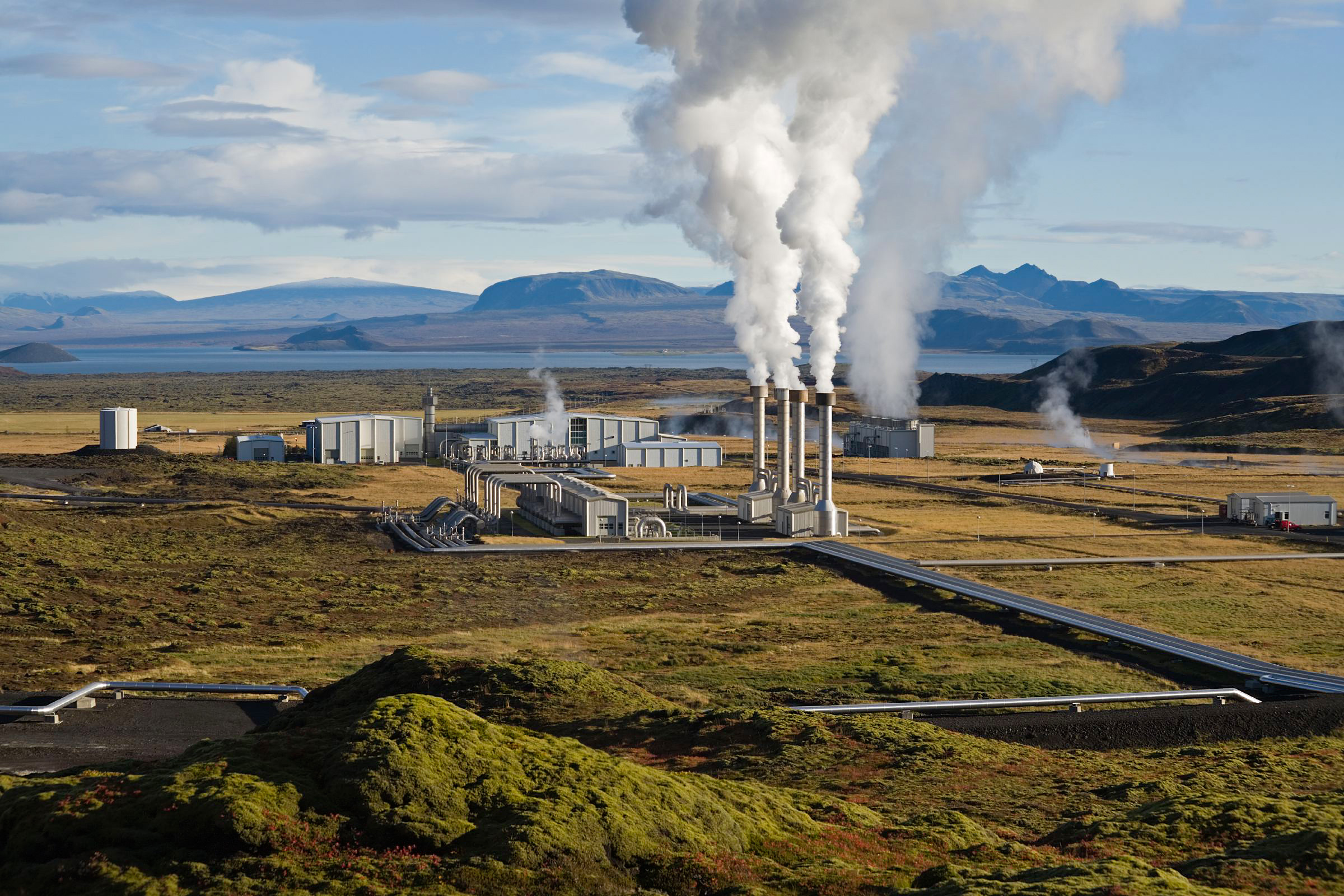
إحدى محطات توليد الطاقة الكهربائية باستخدام الطاقة الحرارية الجوفية في أيسلاندا

الطاقة الحرارية الجوفية (بالإنجليزية: Geothermal energy)‏ هي مصدر طاقة بديل ونظيف ومتجدد، وهي طاقة حرارية مرتفعة ذات منشأ طبيعي مختزنة في الصهارة في باطن الأرض. حيث يقدر أن أكثر من 99% من كتلة الكرة الأرضية هي صخور تتجاوز حرارتها 1000 درجة مئوية. وترتفع درجة الحرارة بزيادة تعمقنا في جوف الأرض بمعدل نحو 2.7 درجة مئوية لكل 100 متر في العمق، أي أنها تصل إلى معدل 27 درجة مئوية على عمق كيلومتر أو 55 على عمق كيلومترين وهكذا. ويستفاد من هذه الطاقة الحرارية بشكل أساسي في توليد الكهرباء، ويتطلب ذلك حفر أنابيب كثيرة إلى أعماق سحيقة قد تصل إلى نحو 5 كيلومترات. وفي بعض الأحيان تستخدم المياه الساخنة للتدفئة عندما تكون الحرارة قريبة من سطح الأرض، ونجدها على عمق 150 متر أو أحيانا في مناطق معينة على صورة ينابيع حارة تصل إلى سطح الأرض.
هذة الطاقة المتجددة، نظريا، يمكن أن تكفي لتغطية حاجة العالم من الطاقة لمدة 100.000 سنة قادمة إلا أن تحويلها إلى طاقة كهربائية هي عملية باهظة التكاليف بسبب عمليات الحفر إلى أعماق سحيقة والحاجة إلى أنابيب كثيرة لاستخراج الماء الساخن بكميات وفيرة، وذلك رغم أن الطاقة الأساسية (المادة الأولية) مجانية وهي متوفرة بكثرة لكن صعب الحصول عليها.

## تاريخ استخدامها
استخدمت الطاقة الحرارية الجوفية قديما خلال استغلال مياه الينابيع الحارة. حيث يرجع تاريخ استعمالها إلى أكثر من 10.000 سنة عندما استخدم الهنود الحمر الينابيع الساخنة لطهي طعامهم

## نظرة عامة
لا تتوفر الطاقة الحرارية بصورة مباشرة في الطبيعة إلا فيما يصل الأرض من حرارة الشمس والحرارة الجوفية للأرض، وهذا ما يجعل الحرارة الجوفية سهلة الاستغلال فهي طاقة مستدامة وواسعة الانتشار. ويقدر احتياطى الطاقة الحرارية الجوفية في حزام عمقه 2000 متر تحت سطح الأرض ما يعادل ما ينتجه 250 مليار طن من الفحم من الطاقة. نظريا يمكن أن يغطي هذا المقدار من الطاقة حاجة العالم من الطاقة لمدة 100000 سنة قادمة.
تقسم مصادر الحصول على الطاقة الحرارية الجوفية إلى قسمين: المياه الحارة الجوفية والصخور الحارة التي توجد في المناطق النشطة بركانيا أو في الأعماق البعيدة تحت سطح الأرض ويمكن الاستفادة من المياه الجوفية الحارة والصخورالحارة في توليد الطاقة الكهربائية وتسخين المياه التي تستخدم في التدفئة، بالإضافة إلى استعمالها في الكثير من ميادين الصناعة والزراعة الأخرى.
و كما ذكرنا مسبقا في كثير من أحيان تستخدم الطاقة الحرارية الجوفية في تدفئة المنازل عندما تكون الحرارة قريبة من سطح الأرض أو على صورة ينابيع حارة أو عندما تكون درجة حرارتها منخفضة (حوالي 65 مئوية)، حيث تكون تكلفة استخراجها واستعمالها معقولة. ففي أيسلندة تنتشر هذه الينابيع الحارة، ويتم توظيفها لأغراض التدفئة والتسخين.

## المصادر الحرارية

نظام استغلال الطبقات الجيولوجية الساخنة : 1: منبع مائي، 2:ورشة طلمبات، 3:مبادل حراري، 4 :حجرة التوربين، 5:أنبوب استخراج، 6:أنبوب ضخ ماء إلى أسفل، 7:تدفئة بالماء الساخن، 8:طبقات رسوبية مسامية، 9:أنبوب تحكم، 10:طبقة صخرية.

## توليد الكهرباء باستخدام الطاقة الحرارية الجوفية

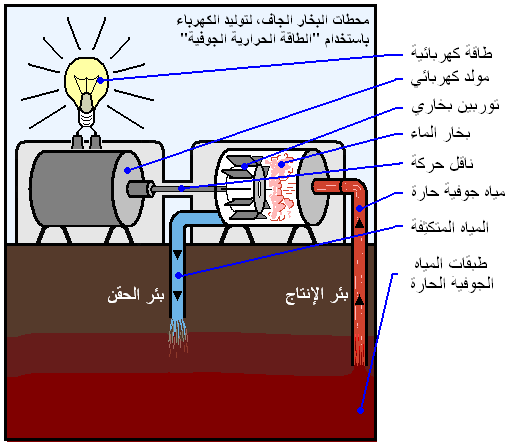
رسم بياني يوضح آلية عمل محطات البخار الجاف

## استغلال الحرارة الأرضية في العالم

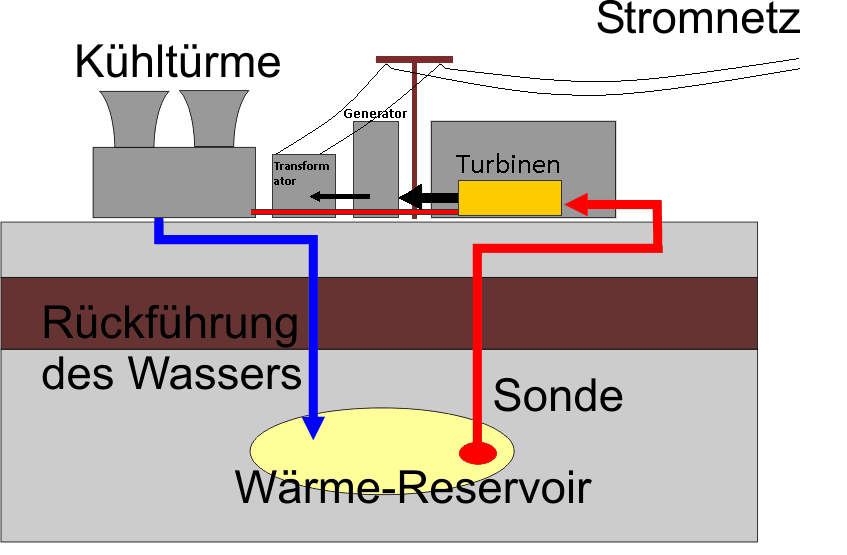
استغلال الحرارة الأرضية لإنتاج الكهرباء.

## تأثيرها على البيئة

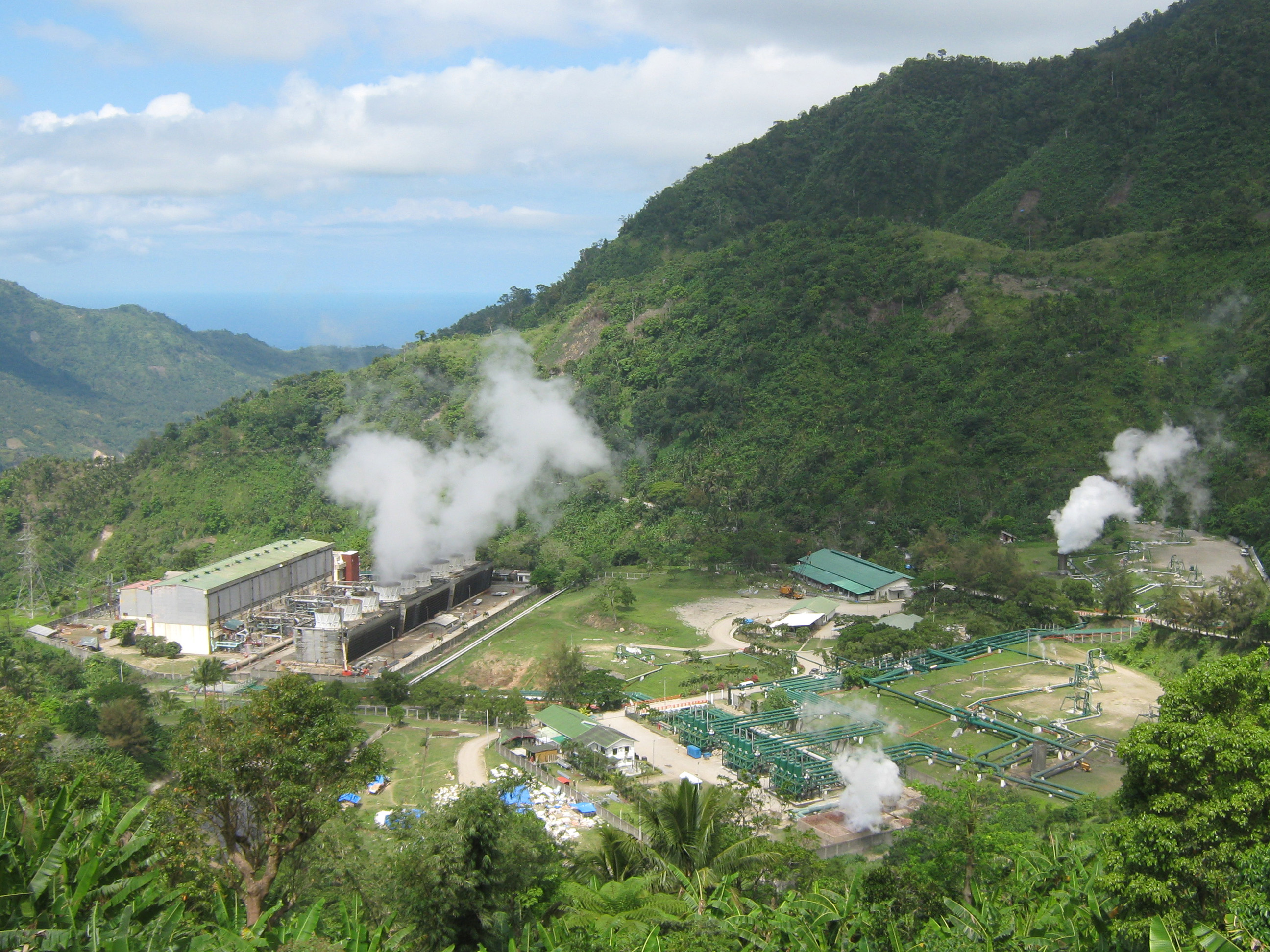
محطة قوى كهربائية من الحرارة الأرضية ب الفلبين.

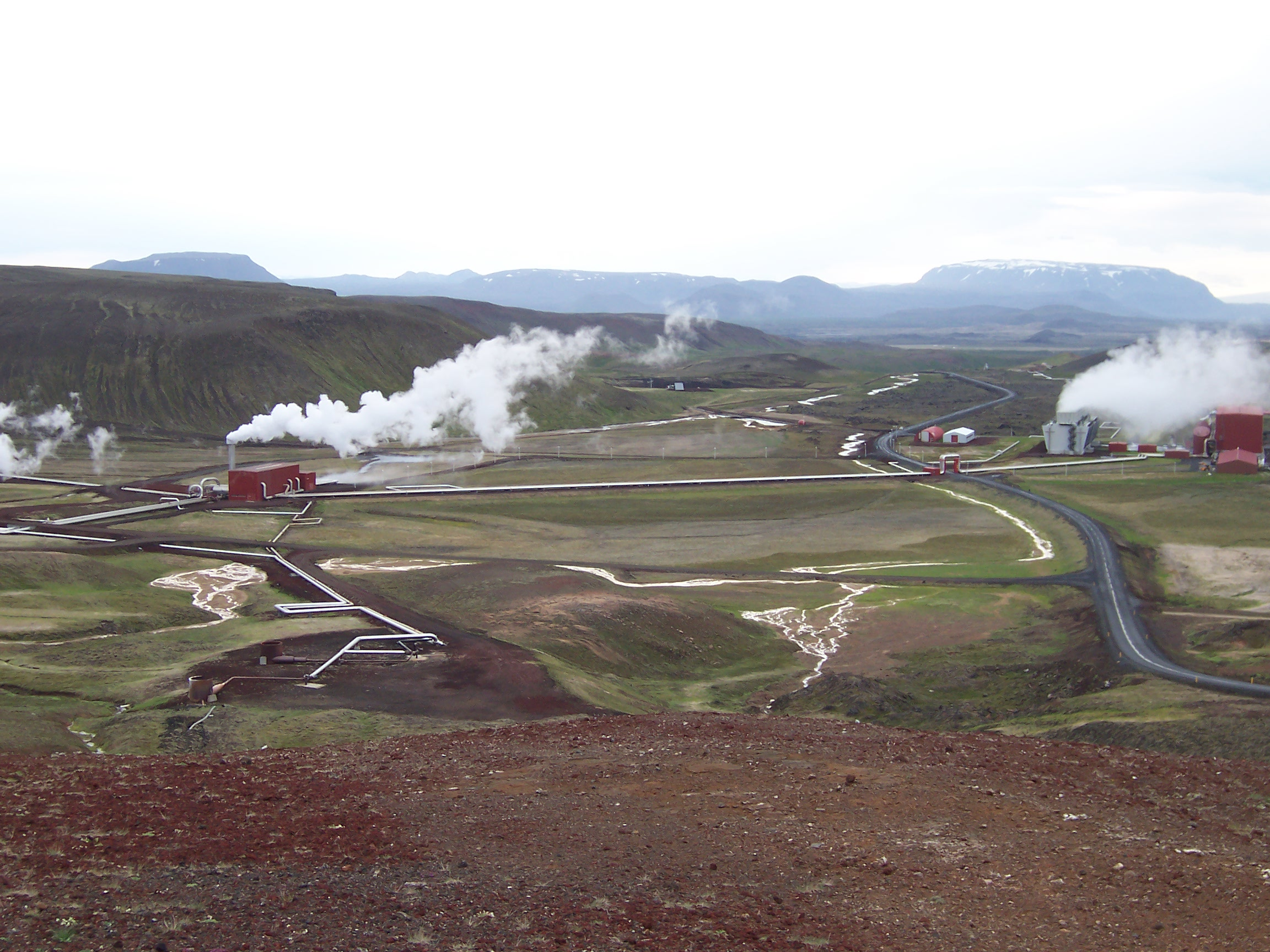
Krafla محطة كرافلا في شمال إيسلندا لانتاج الطاقة من الحرارة الأرضية.